# 蔣允焄

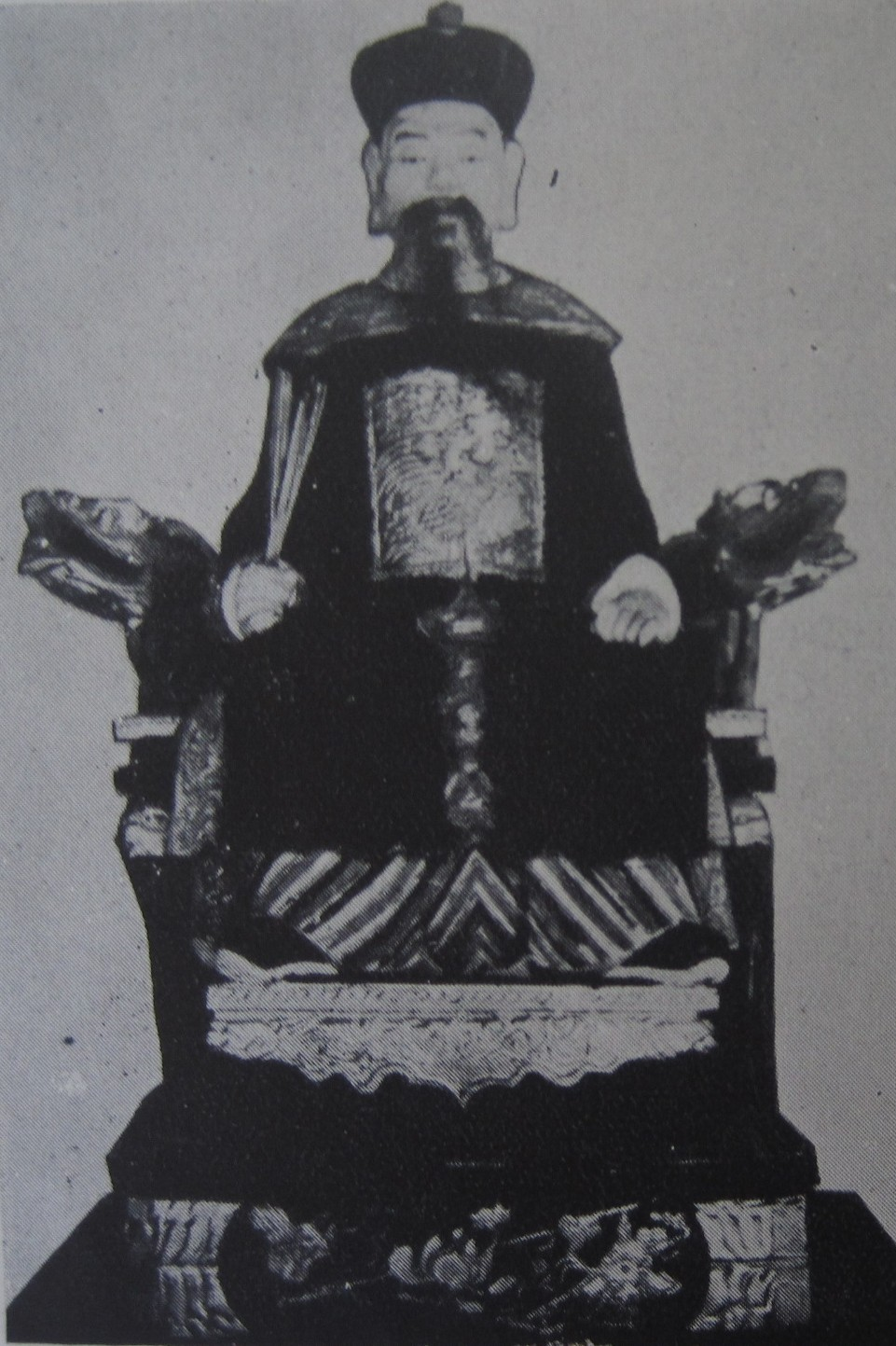
臺南法華寺裡的前臺灣知府蔣允焄像

蔣允焄（臺灣話： Tsiúnn-ún-kun，？—？），字為光，號霞峯，又號金竹，貴州省貴陽府貴筑縣人，清朝政治人物，同進士出身。

## 生平
乾隆二年（1737年）登丁巳恩科進士，选翰林院庶吉士，散馆授檢討。之後歷任江西九江府、福建漳州府等知府。乾隆二十八年（1763年）擔任臺灣府知府，隔年升臺灣道。任內注重民生內政，並建書院。乾隆三十年（1765年）離任。
乾隆三十一年（1766年），洲仔尾地區由於春夏兩季豪雨氾濫，河水上漲，造成洲仔尾地區來往交通困難。時任臺灣知府的蔣允焄遂「捐俸率先」展開防水工程。立有〈新建塭岸橋碑記〉。乾隆三十六（1771）年，升任臺灣兵備道的蔣允焄回到洲仔尾，見「堤岸坍塌，橋梁損毀，無有修者」，再度修堤。立有蔣公堤功德碑，現存於臺南永康。

## 紀念

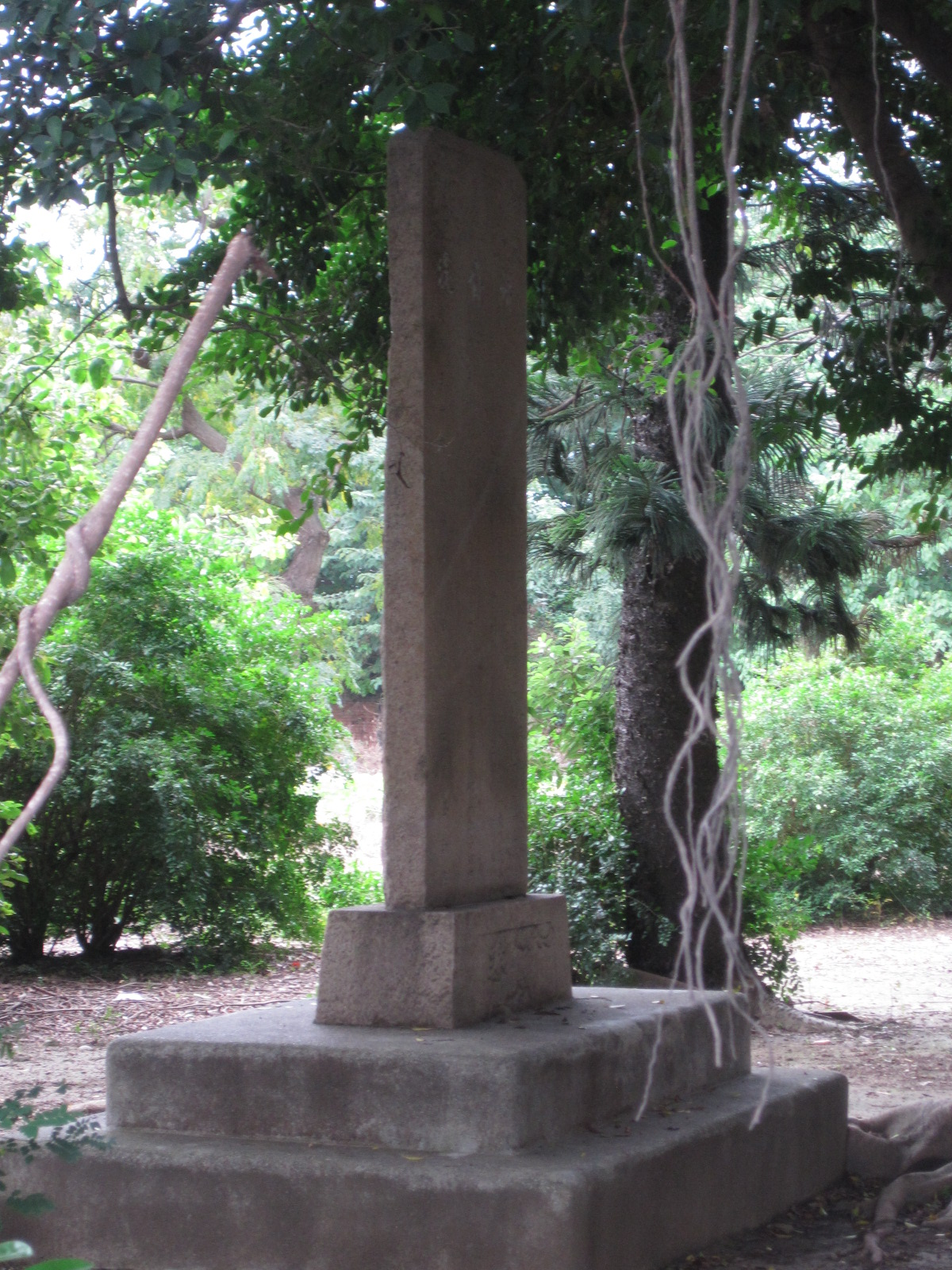
位於臺南永康三崁店的蔣公堤功德碑

〈蔣公堤功德碑記〉為紀念蔣允焄於洲仔尾地區捐銀造橋所建。日治時期輾轉到了三崁店製糖所，1953年時被發現但未受重視，1956年10月17日石暘睢等人至此採集發現此碑後，此碑移至今糖廠辦公室前的庭園。

## 傳記及研究書目
- 劉寧顏編，《重修台灣省通志》，台灣省文獻委員會，1994年。
- 張炳楠（監修），李汝和（主修），《台灣省通志》，台灣省政府，1961年。
- 李騰嶽等（監修），王詩琅（纂修），1981年，《台灣省通志稿—人物志》，成文出版社。

| 官衔          | 官衔                                             | 官衔          |
| ------------- | ------------------------------------------------ | ------------- |
| 前任： 謝錫佐 | 福州府知府 乾隆二十三－二十五年 （1758－1760年） | 繼任： 李拔   |
| 前任： 余文儀 | 漳州府知府 乾隆二十五－二十八年 （1760－1763年） | 繼任： 劉增   |
| 前任： 余文儀 | 台灣府知府 1763年上任                            | 繼任： 秦廷基 |
| 前任： 余文儀 | 福建分巡台灣道 1764年上任                        | 繼任： 奇寵格 |
| 前任： 李俊原 | 台灣府淡水撫民同知 1766年上任                    | 繼任： 張所受 |
| 前任： 錫爾達 | 福州府知府 乾隆三十二年 （1767年）               | 繼任： 宋豐綏 |
| 前任： 余文儀 | 福建分巡台灣兵備道 1769年上任                    | 繼任： 奇寵格 |